# دانبلین، ساسکاچوان
دانبلین، ساسکاچوان (به انگلیسی: Dunblane, Saskatchewan) یک منطقهٔ مسکونی در کانادا است که در ساسکاچوان واقع شده‌است.